# Yuan Longping

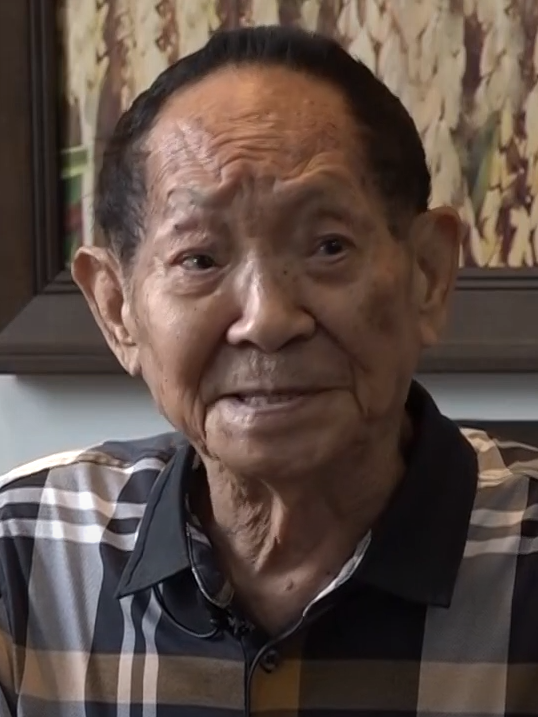
Yuan Longping (2019)

Yuan Longping (chinesisch 袁隆平, Pinyin Yuán Lóngpíng; * 7. September 1930 in Peking; † 22. Mai 2021 in Changsha) war ein chinesischer Agrarwissenschaftler. Er züchtete mit seinem Forscherteam ab Anfang der 1970er-Jahre spezielle Reissorten, mit denen der Ernte-Ertrag deutlich gesteigert werden konnte, und ist daher in China auch als „Vater des Hybridreises“ bekannt. Hybridreis wird seither in Dutzenden von Ländern in Afrika, Amerika und Asien angebaut und bietet eine robuste Nahrungsquelle in Gebieten mit hohem Hungerrisiko.
Am 22. Mai 2021 starb er im Alter von 90 Jahren an Multiorganversagen.

## Beiträge
Im Jahr 1979 wurde seine Technik für Hybridreis in den Vereinigten Staaten eingeführt, was den ersten Fall eines Transfers von geistigen Eigentumsrechten in der Geschichte der Volksrepublik China darstellte. Die Statistiken der Ernährungs- und Landwirtschaftsorganisation der Vereinten Nationen von 1991 zeigen, dass 20 Prozent der weltweiten Reisproduktion von 10 Prozent der weltweiten Reisfelder stammen, auf denen Hybridreis angebaut wird.

## Ehrungen und Auszeichnungen
Der Kleinplanet (8117) Yuanlongping wurde am 28. Juli 1999 nach ihm benannt. Yuan wurde im Jahr 2000 mit dem State Preeminent Science and Technology Award of China, dem Wolf Prize in Agriculture und dem World Food Prize im Jahr 2004 ausgezeichnet. Er war Generaldirektor des China National Hybrid Rice R&D Center und wurde zum Professor an der Hunan Agricultural University in Changsha ernannt. Er war Mitglied der Chinese Academy of Engineering, Foreign Associate der U.S. National Academy of Sciences (2006) und des CPPCC 2006.

## Ideologie

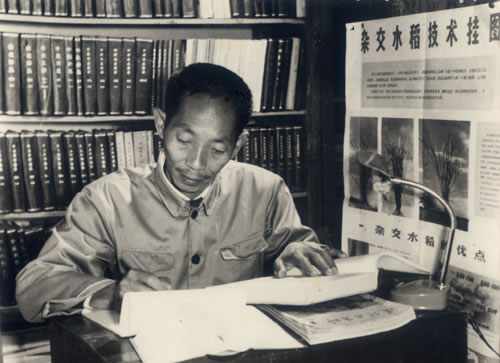
Yuan Longping (1962)

Noch in den 1950er Jahren wurden in China zwei verschiedene Theorien der Vererbung gelehrt. Die eine Theorie stammte von Gregor Mendel und Thomas Hunt Morgan und basierte auf dem Konzept von Genen und Allelen. Die andere Theorie stammte von den sowjetischen Wissenschaftlern Iwan Wladimirowitsch Mitschurin und Trofim Lysenko und besagte, dass sich Organismen im Laufe ihres Lebens verändern würden, um sich an Umweltveränderungen, die sie erfahren, anzupassen, und dass ihre Nachkommen diese Veränderungen dann vererben würden. Zu dieser Zeit war die offizielle Haltung der chinesischen Regierung zu wissenschaftlichen Theorien eine, die sich „zur sowjetischen Seite neigte“, und jede Ideologie aus der Sowjetunion wurde als die einzige Wahrheit angesehen, während alles andere als ungültig angesehen wurde. Yuan, als Agrarstudent an der Südwest-Universität, blieb skeptisch gegenüber beiden Theorien und begann mit eigenen Experimenten, um zu versuchen, seine eigenen Schlüsse zu ziehen.
Sein erstes Experiment betraf die Süßkartoffel. In Anlehnung an Mitschurins Theorie pfropfte er Ipomoea alba (eine Blumenart mit hoher Photosyntheserate und hoher Effizienz bei der Stärkeproduktion) auf Süßkartoffeln. Diese Süßkartoffeln wuchsen viel größer als die Süßkartoffeln, auf die er die Ipomoea alba nicht gepfropft hatte, wobei die größte fast 8 kg erreichte. Als er jedoch diese gepfropften Süßkartoffeln züchtete und für die zweite Generation pflanzte, waren die produzierten Süßkartoffeln immer noch normale Süßkartoffeln mit ihren ursprünglichen Blättern, und die Alba-Blüte, die aus den Samen der gepfropften Alba/Kartoffel-Hybride entstand, brachte keine Süßkartoffeln hervor. Er fuhr mit ähnlichen Veredelungsexperimenten an anderen Pflanzen fort, aber keine der hybridisierten Pflanzen produzierte Nachkommen mit irgendeiner der vorteilhaften Eigenschaften, die ihren Eltern aufgepfropft worden waren, was ein vollständiger Widerspruch zu Mitschurins Theorie war. In Yuans Schlussfolgerungen zu seinen Experimenten schrieb er: „Ich hatte einiges über den Hintergrund von Mendels und Morgans Theorie gelernt, und ich wusste aus Zeitschriftenartikeln, dass sie durch Experimente und reale landwirtschaftliche Anwendungen, wie z. B. kernlose Wassermelonen, bewiesen wurde. Ich hatte den Wunsch, mehr zu lesen und mehr zu lernen, aber ich kann es nur heimlich tun.“
Yuan Longping war nach eigenen Angaben nie Mitglied der Kommunistischen Partei Chinas. In einem Radiointerview beschrieb er sich als "zu freigeistig und undiszipliniert" für eine Parteimitgliedschaft. Er bevorzuge stattdessen einen "freien und undisziplinierten" Lebensstil.

## Hungersnot
Im Jahr 1959 erlebte China die Große Chinesische Hungersnot. Die Hauptursachen waren der Große Sprung nach vorn und institutionelle Maßnahmen wie die Volkskommune. Yuan Longping konnte nach eigenen Angaben als Agrarwissenschaftler wenig tun, um den Menschen in seiner Umgebung in der Provinz Hunan entscheidend zu helfen. „Es gab nichts mehr auf dem Feld, weil die hungrigen Menschen alles Essbare mitgenommen haben, was sie finden konnten. Sie essen Gras, Samen, Farnwurzeln oder im äußersten Fall sogar weißen Lehm.“ [Zitat] Yuan erwog, die Vererbungsregeln auf Süßkartoffeln und Weizen anzuwenden, da diese aufgrund ihrer schnellen Wachstumsrate die praktische Lösung für die Hungersnot darstellten. Er erkannte jedoch, dass in Südchina die Süßkartoffel nie Teil der täglichen Ernährung war und Weizen in dieser Gegend nicht gut wuchs. Daher wandte er sich dem Reis zu.

## Heterosis
Im Jahr 1906 führte der Genetiker George Harrison Shull Experimente mit dem Hybridmais durch. Er beobachtete, dass Inzucht die Vitalität und Produktion der Nachkommen reduzierte, aber Kreuzung das Gegenteil bewirkte. Diese Experimente bewiesen das Konzept der Heterosis. In den 1950er Jahren nutzten der Genetiker J. C. Stephens und einige andere die Hybride zweier Rassen, die in Afrika gefunden wurden, und schufen das hochproduktive Saatgut für Sorghum. Diese Ergebnisse waren für Yuan inspirierend. Allerdings erreichen Mais und Sorghum die Bestäubung hauptsächlich durch Fremdbestäubung, während Reis eine selbstbestäubende Pflanze ist, was jegliche Kreuzungsversuche aus offensichtlichen Gründen schwierig machen würde. In Edmund Ware Sinnotts Buch Principles of Genetics wird deutlich, dass selbstbestäubende Pflanzen wie Weizen und Reis einer langfristigen Selektion sowohl durch die Natur als auch durch den Menschen unterworfen sind. Daher wurden alle minderwertigen Merkmale ausgeschlossen, und die verbleibenden Merkmale sind alle überlegen. Er spekulierte, dass es keinen Vorteil bringen würde, bei Reis eine Kreuzung vorzunehmen. Und die Natur der Selbstbestäubung macht es schwer, Kreuzungsexperimente mit Reis in großem Maßstab durchzuführen.